# Plakatsammlung der Schule für Gestaltung Basel
Die Plakatsammlung der Schule für Gestaltung Basel ist eine öffentliche Spezialsammlung für Plakate.

## Sammlung
Die Sammlung enthält Plakate aus den Bereichen Kultur, Politik, Wirtschaft und Konsumgüter. Der Bestand wurde und wird ständig durch Neuerwerbungen erweitert. Der Schwerpunkt der Sammeltätigkeit liegt heute bei Schweizerischen Plakaten mit lokalen, inhaltlichen und gestalterischen Beziehungen zur Nordwestschweiz. 2021 umfasste die Sammlung rund 100'000 Plakate.

## Geschichte
Die Anfänge der Plakatsammlung gehen auf das Jahr 1896 zurück. Nach einer erfolgreichen Ausstellung mit Plakaten aus den Beständen des Kunstgewerbemuseum Strassburg in dem der Allgemeinen Gewerbeschule angegliederten Gewerbemuseum Basel wurde mit dem Aufbau einer eigenen Sammlung begonnen. Diese war im Jahr 1905 auf gegen 600 Plakate angewachsen. 1916 beauftragte der Kunsthistoriker Hermann Kienzle, der neue Direktor der Schule, Max Bucherer mit der «Einrichtung einer Muster- und Vorbildersammlung angewandter Graphik». Die Betreuung der Plakatsammlung wurde in der Folge vom Leiter der Bibliothek des Gewerbemuseums, Albert Baur, übernommen, der 1940 die zwischenzeitlich auf rund 1600 Plakate angewachsene Sammlung auch erstmals vollständig katalogisierte.
Der Auszug der Gewerbeschule mitsamt seiner bedeutenden kunstgewerblichen Abteilung, der späteren Schule für Gestaltung, aus dem gemeinsam genutzten Gebäude an der Ecke Petersgraben-Spalenvorstadt im Jahr 1961 stellte eine wesentliche Zäsur in der Geschichte des Gewerbemuseums und damit auch der Plakatsammlung dar. Die Sammeltätigkeit, die zuvor stark auf den Unterricht an der Schule ausgerichtet gewesen war, verlor einen grossen Teil ihrer Motivation. 1986 wurde die Trennung von Gewerbeschule und Gewerbemuseum auch auf gesetzlicher Ebene vollzogen. Nachdem das Museum 1996 schliessen musste, wurde die Plakatsammlung organisatorisch der Schule für Gestaltung angegliedert, verblieb aber vorerst an ihrem angestammten Ort. 2018 erfolgte der Umzug auf das Dreispitzareal.